# Aral Moreira
Aral Moreira là một đô thị thuộc bang Mato Grosso do Sul, Brasil. Đô thị này có diện tích 1656,185 km², dân số năm 2007 là 9224 người, mật độ 5,57 người/km².